# Moviestar (musikalbum)
För andra betydelser, se Moviestar (olika betydelser).
Moviestar är den svenske popartisten Harpos tredje studioalbum, utgivet 1975 på skivbolaget EMI (skivnummer 1C 062-35 268). Det utgavs på CD 1992.
Albumet innehåller succélåten "Moviestar", vilken toppade listorna i flera länder. Även "Motorcycle Mama" tog sig in på den svenska singellistan. Bengt Palmers producerade albumet samt arrangerade låtarna.

## Låtlista
Där inte annat anges är låtarna skrivna av Harpo. I Belgien gavs skivan ut under namnet I Wrote a Love Song.

### Tysk och belgisk utgåva 1975
1. "Motorcycle Mama" (Bengt Palmers, Harpo)
2. "Harpo's Helicopter"
3. "Moviestar"
4. "Valerie" (Bengt Palmers, Harpo)
5. "Beautiful Christmas"

Sida B
1. "I Wrote a Love Song"
2. "Dancing Child"
3. "Freedom Bird"
4. "The World Is a Circus"
5. "Japenese Winter"

### Svensk och fransk utgåva 1976
Sida A
1. "Moviestar"  – 3:22
2. "I Wrote a Love Song" – 3:41
3. "Harpo's Helicopter" – 2:17
4. "Valerie" – 2:53 (Bengt Palmers, Harpo)
5. "Beautiful Christmas" – 3:29

Sida B
1. "Motorcycle Mama" – 3:25 (Bengt Palmers, Harpo)
2. "Dancing Child" – 3:31
3. "Happy Birthday" – 3:12
4. "Freedom Bird" – 1:59
5. "Japanese Winter" – 3:52

### Brittisk utgåva 1976
Sida A
1. "Moviestar
2. "I Wrote a Love Song"
3. "Harpo's Helicopter"
4. "Valerie" (Bengt Palmers, Harpo)
5. "I Don't Know Why"
6. "Teddy Love"

Sida B
1. "Motorcycle Mama" (Bengt Palmers, Harpo)
2. "Dancing Child"
3. "The World Is a Circus"
4. "Freedom Bird"
5. "Japanese Winter"
6. "Long Lonely Summer"

### CD-utgåva 1992
1. "Moviestar"  – 3:22
2. "I Wrote a Love Song" – 3:41
3. "Harpo's Helicopter" – 2:17
4. "Valerie" – 2:53 (Bengt Palmers, Harpo)
5. "Beautiful Christmas" – 3:29
6. "Motorcycle Mama" – 3:25 (Bengt Palmers, Harpo)
7. "Dancing Child" – 3:31
8. "Happy Birthday" – 3:12
9. "Freedom Bird" – 1:59
10. "Japanese Winter" – 3:52

## Listplaceringar
| Lista (1976-1977) | Topplacering |
| ----------------- | ------------ |
| Norge             | 4            |
| Sverige           | 2            |